# Burlington (North Carolina)
Burlington, beziehungsweise Burlington City, ist eine City im Bundesstaat North Carolina in den Vereinigten Staaten. Es ist die zentrale Stadt in der statistischen Metropolregion Burlington, die das gesamte Verwaltungsgebiet des Alamance County umfasst. Das U.S. Census Bureau hat bei der Volkszählung 2020 eine Einwohnerzahl von 57.303 ermittelt. Burlington bildet eine Metropolregion mit 159.688 Einwohnern. Der größte Teil der Stadt liegt auf dem Gebiet des Alamance County, ein kleiner Teil befindet sich jedoch auf dem Land des benachbarten Guilford County.

## Geographie
Nach dem United States Census Bureau umfasst das Stadtgebiet eine Fläche 55,3 km², davon sind 0,28 %, beziehungsweise 0,2 km² Wasserflächen. Der Haw River umfließt die Stadt im Norden und Osten.

## Entstehung
In den 1850ern benötigte die North Carolina Railroad Company einen Platz, an dem sie die Wartung, Reparatur und den Bau der Trassen durchführen und vorbereiten konnten, sie wählte ein Stück Land etwas westlich von Graham. Zu der Zeit, als die Werkstätten (Shops) fertiggestellt waren, standen in dem Dorf bereits 27 Gebäude, 39 weiße, 20 afroamerikanische Sklaven und zwei freie Afroamerikaner waren zu dieser Zeit in den Werkstätten beschäftigt. Diese Angestellten benötigten einen Ort in Gehweite um sich mit ihren Familien niederzulassen und eine Stadt begann sich zu entwickeln, der Ort hieß Company Shops. Der Verkauf von Grundstücken begann kurz danach, verlief aber bis nach dem Ende des Amerikanischen Unabhängigkeitskrieges schleppend. 1864 lebten etwa 300 Menschen in Company Shops.
1886 verlegte die North Carolina Railroad Company ihre Zentrale nach Manchester, Virginia. Die Büros und Werkstätten wurden geschlossen. Nachdem die Eisenbahngesellschaft nun nicht mehr präsent waren, entschieden die Bürger, dass ein neuer Name für den Ort notwendig sei. Im Februar 1887 entschied sich ein Komitee der einflussreichsten Bürger für den Namen „Burlington“.

## Demographie
Nach der Volkszählung im Jahr 2000 lebten hier 44.917 Menschen in 18.280 Haushalten und 11.754 Familien. Die Bevölkerungsdichte beträgt 815 Einwohner pro km². Ethnisch betrachtet setzt sich die Bevölkerung zusammen aus 66,2 % weißer Bevölkerung, 25,05 % Afroamerikanern, 0,34 % amerikanischen Ureinwohnern, 1,71 % Asiaten, 0,04 % stammten von den Pazifischen Inseln, 5,16 % Bewohner aus anderen ethnischen Gruppen, 1,44 % stammen von zwei oder mehr Ethnien ab. 10,07 % der Bevölkerung sind spanischer oder lateinamerikanischer Abstammung.
Von den 18.280 Haushalten hatten 29 % Kinder unter 18 Jahren, die bei ihnen lebten, 45,1 % davon waren verheiratete, zusammenlebende Paare, 14,9 % waren allein erziehende Mütter und 35,7 % waren keine Familien. 30,3 % bestanden aus Singlehaushalten und in 12,2 % lebten Menschen mit 65 Jahren oder älter. Die Durchschnittshaushaltsgröße betrug 2,4 und die durchschnittliche Familiengröße war 2,96 Personen.
23,7 % der Bevölkerung waren unter 18 Jahre alt. 8,9 % zwischen 18 und 24 Jahre, 29 % zwischen 25 und 44 Jahre, 21,4 % zwischen 45 und 64, und 17 % waren 65 Jahre alt oder Älter. Das Durchschnittsalter betrug 37 Jahre. Auf 100 weibliche Personen kamen 88,7 männliche Personen. Auf 100 Frauen im Alter von 18 Jahren oder darüber kamen 85 Männer.
Das jährliche Durchschnittseinkommen eines Haushalts betrug $35.301 und das jährliche Durchschnittseinkommen einer Familie betrug $45.441. Männer hatten ein durchschnittliches Einkommen von $31.697 gegenüber den Frauen mit $22.466. Das Prokopfeinkommen betrug $19.640. 9,7 % der Bevölkerung und 13,7 % der Familien lebten unterhalb der Armutsgrenze. 18,1 % von ihnen sind Kinder und Jugendliche unter 18 Jahre und 14,6 % sind 65 Jahre oder älter.

## Wirtschaft
LabCorp, einer der größten Hersteller für Laborbedarf hat seine Firmenzentrale und etliche Forschungseinrichtungen in der Stadt, die Firma ist mit 3000 Arbeitsplätzen der größte Arbeitgeber des Countys. Honda Aero, eine Tochtergesellschaft von Honda hat angekündigt seinen Verwaltungssitz ebenfalls nach Burlington zu verlegen und eine Werksanlage am Flughafen, dem Burlington-Alamance Regional Airport für $27 Millionen zu errichten, in der Ultraleichtflugzeuge gebaut werden sollen. Biscuitville, eine regionale Fast-Food-Kette hat seine Basis ebenfalls in Burlington.

## Bildung
Das Schulsystem von Alamance-Burlington wurde durch Zusammenlegung des County-Schulsystems und des Burlingtoner Schulsystems 1996 geschaffen.

## Verkehrswesen
Der Carolinian and Piedmont Train, der von Amtrak betrieben wird, verbindet Burlington mit den Städten New York, Philadelphia, Baltimore, Washington, Richmond, Raleigh and Charlotte.

## Persönlichkeiten
- John G. Fleagle (* 1948), Anatom und Paläontologe
- Raymond Lee Stewart (1952–1996), Serienmörder
- Tequan Richmond (* 1992), Schauspieler